# Haver i England
Dette er en liste over haver i England som indbefatter engelske haver, botaniske haver, arboreter eller pinetumer, der er åbne for offentligheden i England. National Gardens Scheme lader også en lang række små, private haver være åbne for offentligheden en eller to dage om året for at samle ind til velgørenhed.

## Nationale
- National Register of Historic Parks and Gardens

## Bedfordshire
- Whipsnade Tree Cathedral
- Wrest Park Gardens

## Berkshire
- Caversham Court
- Deanery Garden
- Folly Farm, Sulhamstead
- Forbury Gardens
- Frogmore
- Harris Garden
- Welford Park

## Buckinghamshire
- Ascott
- Cliveden
- The Manor House, Bledlow
- Stowe Landscape Garden
- Waddesdon
- West Wycombe Park

## Cambridgeshire
- Anglesey Abbey
- Cambridge University Botanic Garden
- Christ's College, Cambridge

## Cheshire
- Jodrell Bank Arboretum
- Ness Botanic Gardens
- Tatton Park - National Trust

## Cornwall
Haver i Cornwall:
- Antony House, Antony
- Caerhays
- Carclew
- Chyverton
- Cotehele
- Eden Project
- Glendurgan, Mawnan Smith
- Ince Castle
- Lamellen
- Lanhydrock House, Lanhydrock
- Longcross Victorian Gardens, nær Port Isaac[2]
- Lost Gardens of Heligan
- Mary Newman's Cottage, Saltash[3]
- Morrab Gardens, Penzance
- Pencarrow, nær Egloshyale
- Penjerrick Garden, Budock
- Pine Lodge
- Probus Gardens, Probus
- St Michael's Mount
- Trebah
- Trelissick Garden
- Tremeer, nær St Tudy
- Trengwainton Garden, Madron
- Trerice, nær Newlyn East
- Tresco Abbey Gardens, Isles of Scilly
- Trewithen, nær Probus

## Cumbria
- Holehird Gardens
- Holker Hall
- Levens Hall

## Derbyshire
- Chatsworth
- Dunge Valley Hidden Garden

## Devon
- Bicton Park
- Castle Drogo
- Coleton Fishacre
- Escot Park
- The Garden House, ved Buckland Monachorum
- Holbrook Garden, nær Tiverton
- Killerton
- Knightshayes
- Marwood Hill
- Plant World
- Rosemoor Garden - Royal Horticultural Society
- Tapeley Park Gardens
- Winsford Walled Garden

## Dorset
- Abbotsbury Subtropical Gardens
- Bennetts Water Gardens
- Chiswell Walled Garden
- Compton Acres
- Easton Gardens
- Governor's Community Garden
- Knoll Gardens
- Mapperton
- Minterne Gardens
- Nothe Gardens
- Thomas Hardy's Cottage
- Victoria Gardens
- Weymouth Peace Garden

## East Riding of Yorkshire
- Burnby Hall Gardens

## East Sussex
- Bateman's
- Charleston Manor
- Great Dixter
- Merriments
- Sheffield Park

## Essex
- Gibberd Garden

## Gloucestershire
- Barnsley House
- Batsford Arboretum
- Hidcote Manor Garden
- Kiftsgate Court Gardens
- Owlpen
- Sezincote
- Westbury Court
- Westonbirt Arboretum

## Greater London
- Capel Manor College, London Borough of Enfield
- Chelsea Physic Garden
- Chiswick House
- Hall Place and Gardens, London Borough of Bexley
- Hampton Court
- The Hill Garden and Pergola, London Borough of Camden
- Holland Park, inklusive The Kyoto Garden
- Kensington Gardens (and Hyde Park)
- Gardens of Kenwood House (på Hampstead Heath)
- Kew Gardens, også listet under Surrey nedenfor
- St James's Park

## Greater Manchester
- Fletcher Moss Botanical Garden

## Hampshire
- Exbury Gardens
- Furzey Gardens
- Hinton Ampner
- Longstock Park
- Mottisfont Abbey
- Sir Harold Hillier Gardens
- Staunton Country Park
- The Vyne
- West Green House

## Hertfordshire
- Benington Lordship
- Gardens of the Rose
- Hatfield House

## Isles of Scilly
- Carreg Dhu
- Tresco

## Kent
- Bedgebury National Pinetum
- Doddington Place Gardens
- Emmetts Garden
- Goodnestone Park
- Great Comp Garden, nær Borough Green
- Groombridge Place
- Hever Castle
- Hole Park
- Leeds Castle
- Marle Place
- Mount Ephraim Gardens, nær Faversham
- Penshurst Place
- Pines Garden (Nær St Margerets Bay)
- Scotney Castle
- Sissinghurst Garden
- Yalding Organic Gardens

## Lancashire
- Avenham Park
- Bank Hall Gardens
- Gresgarth Hall
- Rufford Old Hall

## Merseyside
- Hesketh Park, Southport
- Sefton Park
- Southport Botanic Gardens

## Norfolk
- East Ruston Old Vicarage
- Fairhaven Gardens
- Foggy Bottom
- Mannington Gardens
- Plantation Garden

## North Yorkshire
- Burnby Hall Gardens, Pocklington
- The Forbidden Corner, Middleham
- Harlow Carr Botanical Gardens, Royal Horticultural Society
- Helmsley Walled Garden
- Museum Gardens, York
- Parcevall Hall Gardens, Skipton
- Rievaulx Terrace & Temples, Helmsley - National Trust
- Thorp Perrow Arboretum

## Northamptonshire
- Cottesbrook Hall

## Northumberland
- Belsay Hall
- Cragside
- Wallington, Northumberland

## Oxfordshire
- Blenheim Palace
- Harcourt Arboretum
- Oxford University Parks
- Rousham House
- University of Oxford Botanic Garden
- Westwell Manor

## Rutland
- Barnsdale Gardens

## Shropshire
- Hodnet Hall
- Wollerton Old Hall

## Somerset
- Barrington Court
- Cothay Manor
- Dunster Castle
- East Lambrook Manor
- Folly Farm, Somerset
- Gauldon Manor Garden
- Hadspen House
- Hestercombe House
- Prior Park Landscape Garden
- The Walled Gardens of Cannington

## South Yorkshire
- Sheffield Botanical Gardens

## Staffordshire
- Biddulph Grange

## Suffolk
- Helmingham Hall
- Somerleyton Hall

## Surrey
- Busbridge Lakes[4]
- Claremont
- Hatchlands
- Loseley Park
- Painshill Park
- Polesden Lacey
- Ramster
- Royal Botanic Gardens, Kew, også listet under Greater London ovenfor
- Royal Horticultural Society Garden, Wisley
- Savill Garden
- Sutton Place
- Titsey Place
- Valley Gardens
- Winkworth Arboretum

## Sussex
- Se East Sussex og West Sussex

## West Sussex
- Borde Hill Garden
- High Beeches Gardens
- Highdown Gardens
- Leonardslee
- Nymans
- Royal Pavilion
- St. Mary's House
- Stansted Park
- Wakehurst Place

## Wiltshire
- Bowood House
- The Courts Garden
- Iford Manor
- Lacock Abbey
- Stourhead

## Worcestershire
- Bodenham Arboretum
- The Leasowes

## Yorkshire
- Se East Riding of Yorkshire, South Yorkshire og North Yorkshire

## Isle of Wight
- Ventnor Botanic Garden

## References
1. ↑  Some entries based on Synge, Patrick M. (1977) The Gardens of Britain; Vol. 1: Devon and Cornwall. London:  B. T. Batsford in assoc. with Royal Horticultural Society ISBN 0-7134-0927-4; pp. 83-147
2. ↑  The Longcross Hotel; Gardens
3. ↑  Mary Newman's Cottage Arkiveret 6. april 2023 hos  Wayback Machine; Cornwall Museums
4. ↑  Busbridge Lakes Home Page